# Apateona hispanicum
Apateona hispanicum is een vlinder uit de familie dominomotten (Autostichidae). De wetenschappelijke naam is voor het eerst geldig gepubliceerd in 1985 door Gozmany als Apatema hispanicum.
Deze vlinder komt voor in Europa.